# Conus planiliratus
Conus planiliratus é uma espécie de gastrópode do gênero Conus, pertencente à família Conidae.